# روبرت هاركورت
روبرت هاركورت (بالإنجليزية: Robert Venables Vernon Harcourt)‏ هو دبلوماسي وكاتب وسياسي بريطاني (وحمل سابقاً جنسية المملكة المتحدة لبريطانيا العظمى وأيرلندا)، ولد في 7 مايو 1878، وتوفي في 8 سبتمبر 1962. حزبياً، نشط في الحزب الليبرالي. في الانتخابات الفرعية في مجلس العموم البريطاني ‏، انتخب عضو برلمان المملكة المتحدة الـ28 عن دائرة Montrose Burghs (UK Parliament constituency) ‏ (12 مايو 1908 – 10 يناير 1910) وفي الانتخابات العمومية البريطانية في يناير 1910 ‏، انتخب عضو برلمان المملكة المتحدة الـ29 عن دائرة Montrose Burghs (UK Parliament constituency) ‏ (15 يناير 1910 – 28 نوفمبر 1910) وفي الانتخابات العمومية البريطانية في ديسمبر 1910 ‏، انتخب عضو برلمان المملكة المتحدة الـ30 عن دائرة Montrose Burghs (UK Parliament constituency) ‏ (3 ديسمبر 1910 – 25 نوفمبر 1918).